# Piero Maggioni
Piero Maggioni (Monticello Brianza, 18 dicembre 1931 – Viganò, 20 gennaio 1995) è stato un pittore italiano.

## Biografia
Trascorse l'infanzia presso l'Istituto Don Guanella di Como fino al 1944 a causa della prematura morte dei genitori, avvenuta nel 1933. Nel 1946 frequenta un corso serale di disegno presso il Castello Sforzesco.
Nel 1950 viene assunto come disegnatore di gioielli in un laboratorio di oreficeria a Milano, esperienza che dura fino al 1954 e che segna la sua preparazione artistica soprattutto nella resa dei particolari, nella plasticità delle forme, nella manualità. In questi anni Maggioni coltiva due grandi passioni: quella per la bicicletta, con cui spesso raggiunge la città dalle colline della Brianza, passione che poi verrà rispecchiata in pittura sia tramite i numerosi paesaggi sia nel ciclo degli anni Novanta delle Microstorie ciclistiche; e coltiva anche il suo amore per l'arte.
Inizia negli anni Cinquanta, l'avventura pittorica, a cavallo tra neorealismo e pittura astratta, le due tendenze che avevano diviso i pittori di Corrente dopo la chiusura del loro sodalizio.
Gli esordi di Maggioni sorgono dall'abbinamento di queste due linee e sono segnati da una figurazione ancora accademica e da un impianto figurativo classico.
Gli anni Sessanta vedono l'assidua frequentazione di Stella di Gameragna, presso Albissola, che gli permette di proseguire e di far nascere nuovi incontri artistici e fertili scambi di idee. Albissola infatti, fulcro dell'arte ceramica del novecento, era allora frequentata dai più grandi nomi del panorama artistico italiano.
Maggioni in questo modo si avvicina all'argilla, alla creta, poi anche al legno, forse la materia preferita dall'artista, e come gli altri Maestri soggiornanti in Liguria si concentra sulla scultura. Lam, Reggiani, Fontana, Aligi Sassu: sono di questo calibro i nomi con cui condivide l'esperienza di questi anni, ma l'amicizia più forte è di certo quella stretta con l'artista cubano, Lam interpreterà un ruolo fondamentale nella svolta pittorica di Maggioni degli anni Settanta.
Nel 1964 infatti, durante un viaggio a Parigi, Lam gli presenta Pablo Picasso, è un incontro intenso e rivelatore per Maggioni e che gli fa mettere in discussione il suo stile e la sua arte per approfondire la scomposizione geometrica a discapito della figurazione. È così che nasce l'amore per l'arte africana e per le origini, amore che starà poi alla base dei Primitivi, delle Figure, dei Lirici, tutte serie tipiche dei suoi anni Settanta.
Il Premio Velazquez, il Premio Modigliani a Napoli, il Primo Premio Giuseppe Solenghi a Como, sono solo alcuni dei grandi successi nazionali e internazionali di questi anni.
Nel 1968 la casa editrice UTET conferisce a Piero Maggioni un premio speciale per il Cinquantesimo anniversario della Vittoria e l'anno successivo l'artista riceve la medaglia d'argento al Grand Prix di New York a Nizza.
Nella prima metà degli anni Settanta lavora assiduamente ed espone con grande frequenza, le sue composizioni sono caratterizzate da un infittirsi della trama materica, si può parlare di una piena maturità pittorica. Sue opere sono accolte presso celebri collezioni pubbliche, dalla Kunsthalle di Basilea alla Kunsthaus di Zurigo, oltre alla Galleria Umjetnina di Spalato, allo Schweizerisches Alpines Museum di Berna, a Ca' Pesaro a Venezia.
Tra 1975 e 1978 la linearità delle forme è accentuata, nel 1979, durante le festività natalizie, la sua scultura lignea Il dolore innocente viene collocata insieme ad un'esposizione di disegni in Galleria Vittorio Emanuele a Milano. Gli anni Ottanta sono il periodo in cui il tema sacro, prende un posto da protagonista nelle creazioni di Maggioni segnando il suo ritorno al figurativo dopo la fase dagli influssi picassiani dei Primitivi.
Nel dicembre del 1980 Rai 1, per il ciclo L'ottavo giorno, trasmette Il volto di Dio tra gli uomini, la pittura e la scultura di Piero Maggioni. Nel 1985, in occasione del bicentenario della nascita di Alessandro Manzoni, oltre ad esporre a Lecco nella mostra Un impegno per Manzoni, l'artista realizza il portale in bronzo della chiesa parrocchiale di Barzio, nel comasco, ispirandosi a scene religiose descritte dall'illustre letterato.
L'anno seguente, ancora a Barzio, Maggioni inaugura la scultura dedicata a Papa Paolo VI. Il 1989 vede la nascita di un'altra grande opera pubblica, si tratta delle formelle per il portale bronzeo della Cattedrale di Termoli, in Molise, ed ispirate alla visita di Giovanni Paolo II del 1984.
Verso la fine del 1989, in occasione di un'udienza in Vaticano, Maggioni dona al Papa una scultura ora custodita presso i Musei Vaticani. Nel 1992 La famiglia, altro capolavoro scultoreo, viene collocata nel centro di Barzio.
Gli anni Novanta sono gli anni della malattia, che provoca una temporanea interruzione del lavoro, poi ripreso con l'ultimo ciclo pittorico, le Microstorie ciclistiche, segno di un cambiamento stilistico e tematico molto deciso.
Nel 1994 l'artista termina la sua ultima scultura, che dona alla Città di Lecce e che viene conservata nel nuovo seminario intitolato a Giovanni Paolo II, il Papa che abbraccia il Vescovo, ispirata all'incontro tra il Papa e l'Arcivescovo di Lecce (mons. Cosmo Francesco Ruppi) avvenuto per la prima volta il 19 marzo 1983 a Termoli in Molise e successivamente a Lecce il 17 e 18 settembre del 1994. 
Il 20 gennaio del 1995 il Maestro muore a Viganò, sconfitto dalla malattia che lo tormentava ormai da anni.
| Controllo di autorità | VIAF (EN) 30435599 · ISNI (EN) 0000 0000 1614 8609 · ULAN (EN) 500343981 · GND (DE) 123073308 |